# Седрал (Сан-Паулу)
Седрал (порт. Cedral) — муниципалитет в Бразилии, входит в штат Сан-Паулу. Составная часть мезорегиона Сан-Жозе-ду-Риу-Прету. Входит в экономико-статистический микрорегион Сан-Жозе-ду-Риу-Прету. Население составляет 7436 человек на 2006 год. Занимает площадь 197,619 км². Плотность населения — 37,6 чел./км².

## Статистика
- Валовой внутренний продукт на 2003 составляет 70 099 933,00 реала (данные: Бразильский институт географии и статистики).
- Валовой внутренний продукт на душу населения на 2003 составляет 9874,62 реала (данные: Бразильский институт географии и статистики).
- Индекс развития человеческого потенциала на 2000 составляет 0,803 (данные: Программа развития ООН).